# Championnats panaméricains de VTT 2014
Navigation
Édition précédente Édition suivante
Les Championnats panaméricains de VTT 2014 se sont déroulés du 27 au 30 mars 2014, à Londrina au Brésil.

## Résultats

### Cross-country
| Épreuves               | Or                                                                     | Argent                                                                     | Bronze                                                                |
| ---------------------- | ---------------------------------------------------------------------- | -------------------------------------------------------------------------- | --------------------------------------------------------------------- |
| Hommes élites          | Stephen Ettinger (USA)                                                 | Fabio Castañeda (COL)                                                      | Raphaël Gagné (CAN)                                                   |
| Hommes moins de 23 ans | Jhonnatan Botero (COL)                                                 | Luiz Cocuzzi (BRE)                                                         | Antoine Caron (CAN)                                                   |
| Hommes juniors         | Gerardo Ulloa (MEX)                                                    | Brandon Rivera (COL)                                                       | Egan Bernal (COL)                                                     |
| Femmes élites          | Daniela Campuzano (MEX)                                                | Mikaela Kofman (CAN)                                                       | Mary McConneloug (USA)                                                |
| Femmes moins de 23 ans | Inés Gutiérrez (ARG)                                                   | Xiomara Guerrero (COL)                                                     | Frédérique Trudel (CAN)                                               |
| Femmes juniors         | Leidy Mera (COL)                                                       | Gigliolla Monichi (CHL)                                                    | Jaqueline Leal de Borda (BRE)                                         |
| Relais mixte           | Colombie Jhon Freddy Garzón Brandon Rivera Laura Abril Fabio Castañeda | États-Unis Stephen Ettinger Christopher Blevins Lea Davison Keegan Swenson | Venezuela Sandro Muñoz Liliana Uzcátegui Víctor García Yonathan Mejía |

### Descente
| Épreuves | Or                      | Argent                | Bronze                         |
| -------- | ----------------------- | --------------------- | ------------------------------ |
| Hommes   | Marcelo Gutierrez (COL) | Lucas Bertol (BRE)    | Markolf Erasmu Berchtold (BRE) |
| Femmes   | Mariana Salazar (ESA)   | Diana Marggraff (ECU) | Bruna Ulrich (BRE)             |